# Nazwa rzetelna
Nazwa rzetelna (inaczej: niepusta, oznaczająca, przedmiotowa) – nazwa, która jest znakiem istniejącego przedmiotu. Np. „obecny prezydent Polski”, „plaża w Ustce”. Jej przeciwieństwem jest nazwa pozorna.

## Literatura
- Kazimierz Ajdukiewicz – Logika pragmatyczna
- Tadeusz Kwiatkowski – Logika ogólna
- Tadeusz Kotarbiński – Elementy teorii poznania, logiki i metodologii nauk
- Witold Marciszewski [red.] – Mała encyklopedia logiki